# جی فیول
فرمول نوشیدنی انرژی‌زای جی فیول (به انگلیسی: G FUEL Energy Drink Formula) نام تجاری مجموعه‌ای از نوشیدنی ‌هایانرژی‌زای کافئین دار است که توسط آزمایشگاه‌های گاما مستقر در غرب بابل، نیویورک به فروش می‌رسد.
این محصولات به عنوان مکمل برای بازی ویدئویی به فروش می‌رسند که باعث افزایش تمرکز و زمان واکنش می‌شود و ادعا می‌شود که مزیت آن نسبت به دیگر نوشیدنی‌های انرژی‌زا این است که عدم وجود قند در این نوشیدنی، مانع از خستگی (یا «تصادف» می‌شود).
جی فیول در ابتدا به عنوان پودر کافئین دار که می‌بایست آن را با آب مخلوط کرد منتشر شد. با گذشت زمان خط تولید محصولات گسترده شد و امروزه شامل یک نسخه غیر کافئین از پودر، یک نسخه گازدار در یک قوطی، یک فرمول هیدراسیون پودری و یک آب نبات جرقه ای مانند در یک لوله است.
محصولات جی فیول متشکل از انواع طعم دهنده‌های مختلف از جمله پانچ میوه‌ای، سیب سبز، و لیموناد است، همچنین این شرکت دیگر طعم‌های ساخته شده را با همکاری یوتیوبرها، استریمرها، و بازیکنان حرفه‌های ورزش الکترونیک معرفی می‌کند.

## فرمول

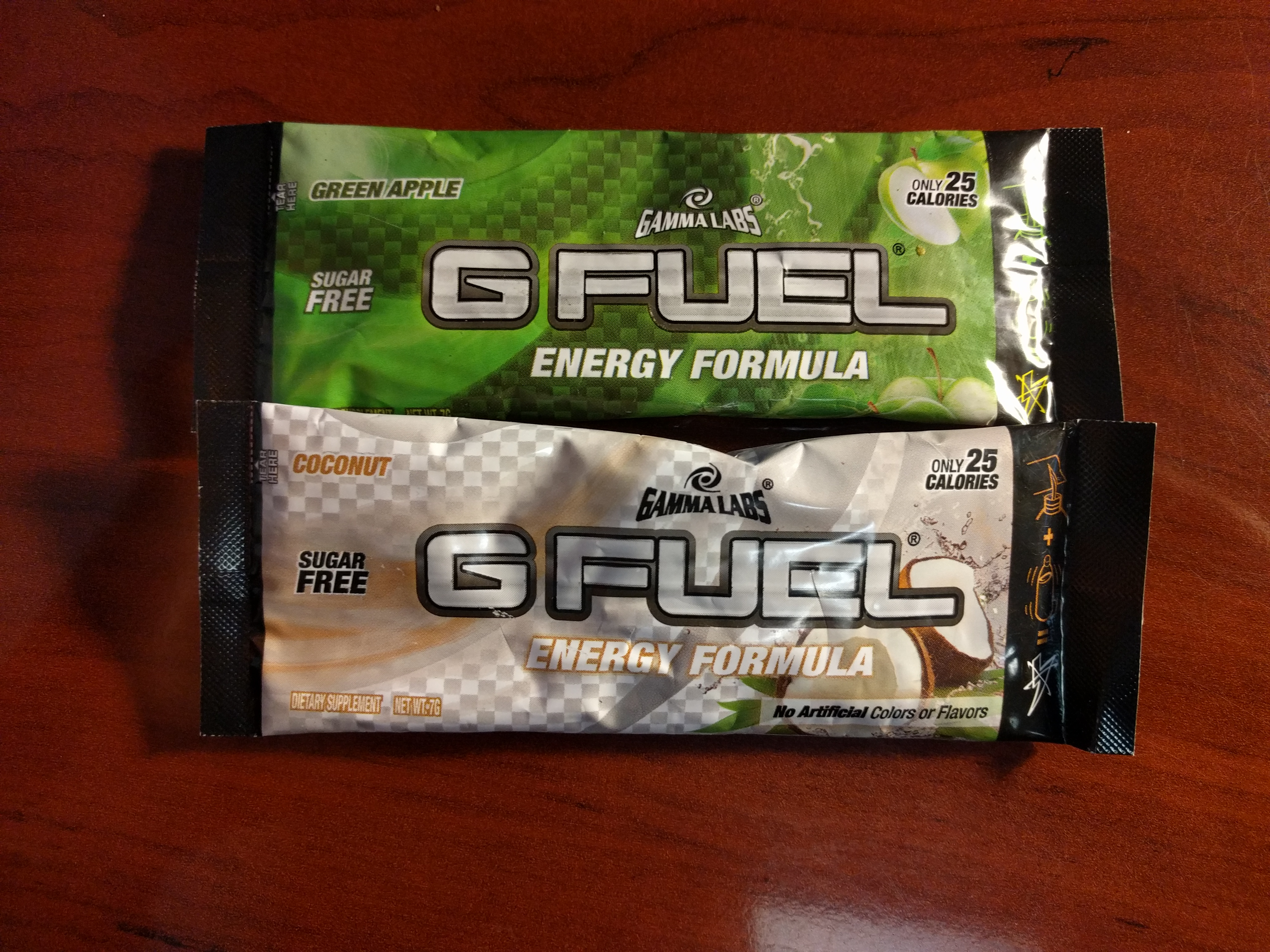
بسته‌های فرمول انرژی سیب سبز و نارگیل

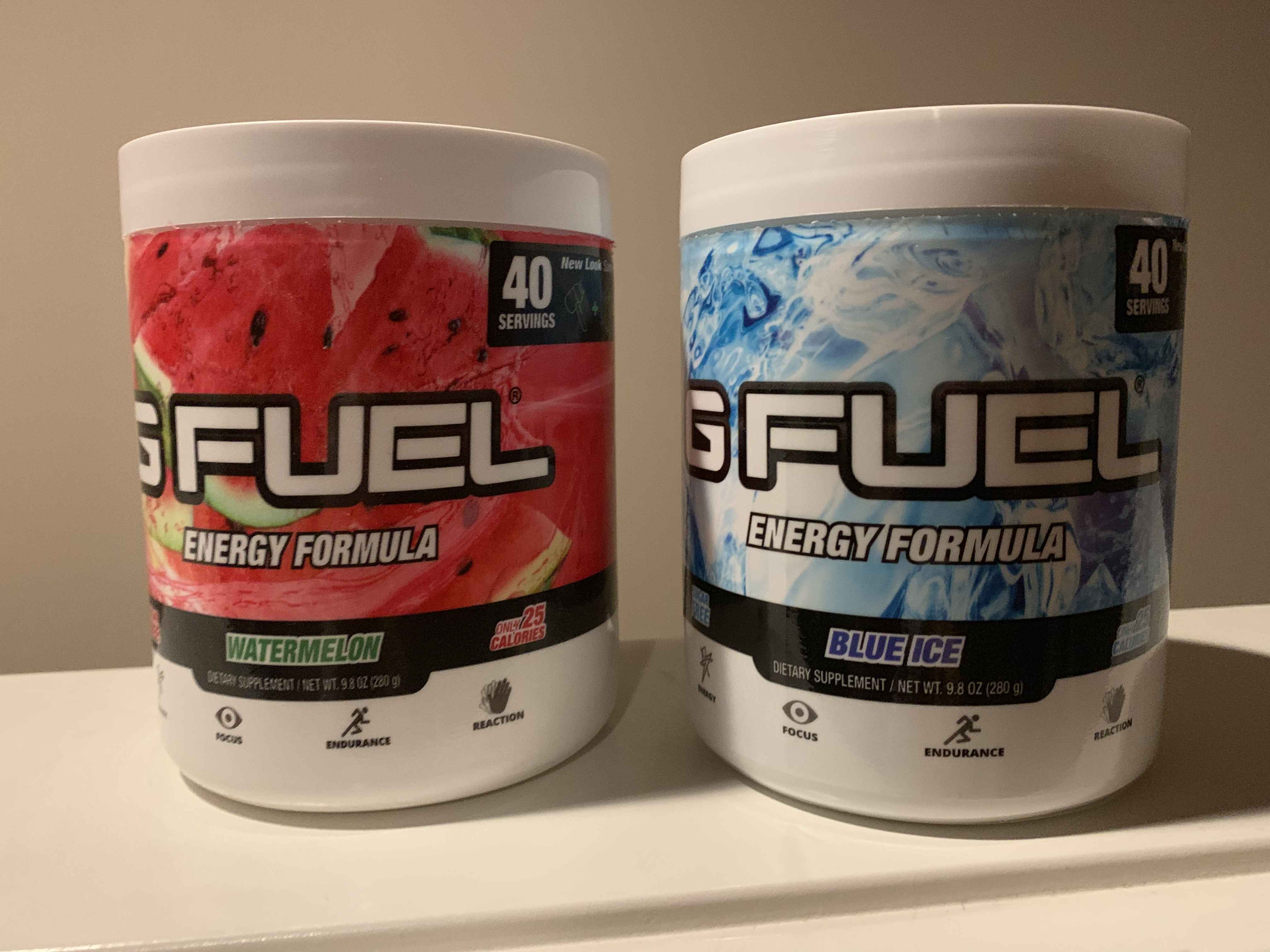
دو قوطی GFuel

یک وعده ۱۶ اونس مایع آمریکایی (۴۷۰ میلیلیتر) حاوی ۱۵۰ است میلی‌گرم کافئین (برخی از طعم دهنده‌ها حاوی ۱۴۰ میلی‌گرم کافئین) است، که در مقایسه با سایر نوشیدنی‌های انرژی‌زا مانند رد بول و مانستر انرژی پایین‌تر است. قوطی‌های تازه معرفی شده جی فیول حاوی ۳۰۰ میلی‌گرم کافئین است، که به‌طور قابل توجهی بیشتر از دیگر نوشیدنی‌های جی فیول است. 

## انتقادات
یکی از ترکیبات موجود در محصولات جی فیول، تائورین است. آزمایشگاه‌های گاما به دلیل عدم اطلاع‌رسانی مقدار تائورین موجود در جی فیول مورد انتقاد قرار گرفت.
مدیر کل اجرایی این شرکت پس از انتقادات اظهار داشت: «هیچ مشکلی با تائورین وجود ندارد، به خصوص در مقادیر اندک».
در آوریل ۲۰۱۸، شرکت گاما یک قرارداد ۱۰٬۵۰۰ دلاری را با مرکز تحقیقات محیط زیست کالیفرنیا بر سر آلودگی سرب در محصولات جی فیول امضاء کرد. طبق قوانین ایالت کالیفرنیا، ۱۸ نمونه از محصولات جی فیول حاوی مقادیر سرب بود که باید برچسب‌های هشدار دهنده بر این محصولات زده شود.
پسری ۱۰ ساله که در شهر پلیموت، ماساچوست زندگی می‌کرد پس از استفراغ زیاد در بیمارستان بستری شد. یک نماینده پاسخگو گفت: «او وحشت کرده» و ادعا می‌کند که این اولین بار است که آنها چنین اتفاقی را دیده‌اند و اظهار داشت که این محصول باید به افراد هجده سال به بالا عرضه شود.